# Jorge Torres Vallejo
Jorge Bernardo Torres Vallejos (Trujillo, 20 de agosto de 1934 - Ibídem, 26 de noviembre del 2007) fue un ingeniero civil y político peruano. Fue congresista constituyente en 1992 y senador en 2 periodos. También fue alcalde de Trujillo y diputado de la Asamblea Constituyente de 1978.

## Biografía
Nació en Trujillo, departamento de La Libertad, el 20 de agosto de 1934. Era hijo de Antonio Torres Araujo y Graciela Vallejo Villalobos.
Su secundaria la desarrolló en el Colegio Nacional San Juan, de Trujillo y en el Colegio Militar Leoncio Prado en la ciudad de Lima. Sus estudios profesionales los realizó en la Universidad Nacional de Ingeniería, egresando como Ingeniero civil. También es bachiller en Ciencias Económicas de la Universidad Nacional de Trujillo y siguió además cursos de especialización en Desarrollo Económico y Social en España y estudios superiores de la Construcción en Francia.
Se desempeñó como catedrático principal de la Universidad Nacional de Trujillo y director gerente de las Empresas Latinoamericana de la Construcción S.A., y otras empresas. Fue decano del colegio de Ingenieros en La Libertad, presidente de la Cámara de Comercio, Industria y Turismo y de la Corporación de Desarrollo y presidente del CIPUL.

## Carrera política
Durante 40 años fue militante del Partido Aprista Peruano, habiendo sido 7 veces secretario general en el departamento de La Libertad y subsecretario nacional del Comité Ejecutivo.
Se inició en la política cuando fue elegido como regidor de la provincia de Trujillo en 1963 por la coalición entre el Partido Aprista Peruano y la Unión Nacional Odriísta. Fue reelegido en el cargo en 1966.

### Diputado Constituyente
Ante la convocatoria de elecciones para una Asamblea Constituyente en 1978 por el presidente Francisco Morales Bermúdez, Torres decidió postular por el Partido Aprista Peruano y resultó elegido con 2,450.

### Alcalde de Trujillo
En 1981, logró ser elegido como alcalde de Trujillo hasta 1983. Fue reemplazado luego por Luis Santa María Calderón, también del Partido Aprista Peruano.

### Senador de la República
Torres participó en las elecciones parlamentarias de 1985 como candidato al Senado de la República por el Partido Aprista Peruano y resultó elegido para el periodo parlamentario 1985-1990.
En el parlamento fue un defensor de la descentralización. Torres Vallejo expresó su oposición a los movimientos de Alan García hacia la nacionalización del sector bancario. Posteriormente, fue expulsado del partido.
Luego, para las elecciones parlamentarias de 1990, se unió al Frente Democrático (como miembro de Solidaridad y Democracia) liderado por Mario Vargas Llosa. Postuló a la reelección y tuvo éxito para el periodo 1990-1995.
En 1991, Jorge Torres ejerció como segundo secretario de la Mesa Directiva presidida por Felipe Osterling del Partido Popular Cristiano para el lapso 1991-1992, sin embargo, su cargo fue disuelto el 5 de abril de 1992 tras el golpe de Estado generado por Alberto Fujimori.

### Congresista Constituyente
Luego del cierre del Congreso, Fujimori convocó a elecciones en el mismo año para la creación de una nueva constitución mediante un Congreso Constituyente Democrático. Torres decidió participar como invitado por el partido Convergencia Democrática liderado por el ex-aprista José Barba Caballero donde resultó electo con 20,417 votos.
Su última participación en la política fue cuando postuló nuevamente a la alcaldía trujillana por la lista independiente Contigo Trujillo, sin embargo, no logró tener éxito tras quedar en tercer lugar.

## Fallecimiento
El 26 de noviembre del 2007, Jorge Torres falleció a los 73 años de edad en su natal Trujillo donde luego fue homenajeado. Sus restos fueron enterrados en Cementerio del Balneario de Huanchaco, de manera privada.